# Centrum för psykiatriforskning
Centrum för psykiatriforskning Stockholm (CPF) är en forskningsorganisation för psykiatriska verksamheter i Stockholm.
Organisationen ansvarar för psykiatrisk forskning och utbildning i Stockholm och är inrättad av Stockholms läns sjukvårdsområde och Karolinska Institutet gemensamt

## Forskning
Forskning sker inom olika områden. Utgångspunkterna som ligger till grund för ett forskningsområde är att de motsvarar en väldefinierad psykisk sjuklighet med definierade diagnostiska kriterier samt att behoven finns hos stora patientgrupper, alternativt mindre vanligt förekommande psykisk sjuklighet som medför stort lidande och stora kostnader, där det finns behov av att utveckla evidensbaserad behandling - eller att implementera befintliga vårdprogram.

## Utbildning
En del av Centrum För Psykiatriforskning består av utbildning. Grundutbildningen inom psykiatri av sjuksköterskor, läkare, sjukgymnaster, arbetsterapeuter, tandläkare med flera utgör en stor del av grundutbildningens totala verksamhet.

## Utveckling
CPF utveckling är samlingsnamnet för centrumbildningens utvecklingsprojekt. I nuläget pågår ett aktivt projekt, Nationella Självskadeprojektets, vars syfte är att förbättra vården för patienter med självskadebeteende.